# June Haver

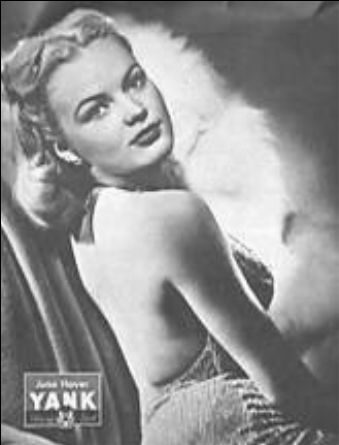
June Haver en una portada de la revista Yank en 1945

June Haver (Rock Island, 10 de junio de 1926-Brentwood, 4 de julio de 2005) fue una actriz cinematográfica estadounidense. Fue una popular estrella de los musicales de la 20th Century-Fox de finales de la década de 1940, destacando de entre ellos The Dolly Sisters, film que interpretó junto a Betty Grable. También es conocida por su segundo matrimonio, con el actor Fred MacMurray.

## Primeros años
Su verdadero nombre era June Stovenour, y nació en Rock Island, Illinois. Como nombre artístico tomó el apellido de su padrastro, Bert Haver. Tras mudarse la familia a Ohio, Haver, entonces de siete años de edad, ganó un concurso del Conservatorio de Música de Cincinnati. Su madre era actriz y su padre músico, y por ello Haver dudaba sobre a qué actividad dedicarse. A los ocho años de edad ganó un test cinematográfico en el que imitaba a a actrices famosas como Greta Garbo, Katharine Hepburn y Helen Hayes. Su madre, sin embargo, prohibió que su hija fuera actriz infantil. A los 10 años de edad Haver volvió a Rock Island, donde empezó a actuar para Rudy Vallee.
De adolescente fue cantante de grupos musicales, actuando con la orquesta de Ted Fio Rito por 75 dólares a la semana. Otros líderes de banda con los que trabajó fueron Dick Jurgens y Freddy Martin. Más adelante también sería conocida como una juvenil estrella radiofónica.

## Carrera
En el verano de 1942 Haver se trasladó a Hollywood, donde acabó sus estudios en la high school. En su tiempo libre actuaba en obras teatrales y, mientras interpretaba a una bella sureña, fue descubierta por un cazatalentos de 20th Century Fox, firmando en 1943 un contrato con el estudio por 3.500 dólares semanales. Trabajó como suplente de las actrices Betty Grable y Alice Faye, debiendo reemplazar a la última en Irish Eyes Are Smiling. Su debut en pantalla fue con el papel de Cri-Cri en Home In Indiana (1944). Más adelante, y en ese mismo año, coprotagonizó junto a su futuro marido, Fred MacMurray, la película Where Do We Go From Here?, siendo ésta la única vez en que la pareja actuó junta en una película.  
Durante su carrera en la Fox, Haver estaba originalmente destinada a ser la siguiente Betty Grable, e incluso se la conocía como "Pocket Grable (Grable de bolsillo)". Haver llegó a coprotagonizar con Grable el film de 1945 The Dolly Sisters, una producción para la que hubo de ganar peso. A pesar de los rumores contrarios, Haver afirmaba que la relación profesional de ambas en el rodaje estuvo alejada de cualquier disputa.
Posiblemente más conocida por sus papeles en optimistas musicales, Haver debutó con un papel dramático en 1948 en Scudda Hoo! Scudda Hay!, film que consiguió un gran éxito. Ese mismo año encarnó a Marilyn Miller en el musical Look for the Silver Lining (1948). 
Tras casarse con Fred MacMurray, Haver estuvo prácticamente retirada de la interpretación (sus últimas actuaciones fueron como ella misma en The Lucy-Desi Comedy Hour en 1958 y en Disneyland '59). Posteriormente consiguió un cierto éxito como decoradora de interiores. El matrimonio adoptó dos hijas, y permaneció unido hasta la muerte de MacMurray en 1991. 
A solicitud de sus amigas Ann Miller y Ann Rutherford, Haver, con 75 años de edad, finalmente entró en la Academia de Artes y Ciencias Cinematográficas. Por su contribución a la industria cinematográfica, a June Haver se le concedió una estrella en el Paseo de la Fama de Hollywood, en el 1775 de Vine Street.

## Vida personal
Haver siempre insistió en estar lo más próxima posible a su familia. Por esa razón, sus hermanas la siguieron a Hollywood y trabajaron como sus suplentes, mientras que su madre ejercía como su secretaria personal.
El 9 de marzo de 1947, Haver se casó con el trompetista James Zito, a quien conoció con 15 años de edad mientras cantaba con la Orquesta de Ted Fio Rito. La pareja se divorció menos de un año después, teniendo un decreto de urgencia el 25 de marzo de 1948. 
Tras su divorcio, Haver empezó a salir con el Dr. John L. Duzik, planeando ambos casarse, lo cual no llegó a ocurrir a causa de la muerte de Duzik, ocurrida el 31 de octubre de 1949 por complicaciones tras una intervención quirúrgica. Mientras le cuidaba en sus últimos días, Haver profundizó sus creencias religiosas, y en febrero de 1953 llegó a entrar en un convento, permaneciendo en el mismo hasta octubre, saliendo, según ella, a causa de problemas de salud.
En esa época Haver conoció a MacMurray, uno de los actores más ricos y conservadores de Hollywood, iniciando ambos una relación romántica, y casándose el 28 de junio de 1954. Haver insistió en adoptar una niña, pero MacMurray, 19 años mayor que ella, inicialmente se negó, alegando que ya había sido padre; poco después cambió de opinión y el matrimonio adoptó dos niñas.
June Haver falleció a causa de un fallo respiratorio el 4 de julio de 2005 en su domicilio en Brentwood (California). Tenía 79 años de edad. Fue enterrada junto a su marido en el Cementerio de Holy Cross de Culver City, California.

## Filmografía
| Año  | Film                           | Papel                         | Observaciones |
| ---- | ------------------------------ | ----------------------------- | ------------- |
| 1943 | The Gang's All Here            | Corista                       | Sin créditos  |
| 1944 | Home in Indiana                | 'Cri-Cri' Bruce               |               |
| 1944 | Irish Eyes Are Smiling         | Mary 'Irish' O'Neill          |               |
| 1944 | Something for the Boys         | Chorine                       | Sin créditos  |
| 1945 | Where Do We Go from Here?      | Lucilla Powell/Gretchen/India |               |
| 1945 | The Dolly Sisters              | Roszika 'Rosie' Dolly         |               |
| 1946 | Wake Up and Dream              | Jenny                         |               |
| 1946 | Three Little Girls in Blue     | Pam Charters                  |               |
| 1947 | I Wonder Who's Kissing Her Now | Katie                         |               |
| 1948 | Scudda Hoo! Scudda Hay!        | Rad McGill                    |               |
| 1949 | Look for the Silver Lining     | Marilyn Miller                |               |
| 1949 | Oh, You Beautiful Doll         | Doris Fisher                  |               |
| 1950 | The Daughter of Rosie O'Grady  | Patricia O'Grady              |               |
| 1950 | I'll Get By                    | Liza Martin                   |               |
| 1951 | Love Nest                      | Connie Scott                  |               |
| 1953 | The Girl Next Door             | Jeannie Laird                 |               |

1957
The Lucy Desi Comedy Hour- Episodio 3- Lucy Goes Uranium Hunting. Corta actuación, en la que aparece como la esposa de Fred MacMurray.